# 法制局
法制局（ほうせいきょく）は、現行法制又は法制史における、法案の審査・立案や法制の調査等を所掌事務とする日本の国家機関の名称。

## 太政官制における法制局
1875年（明治8年）に太政官正院に置かれた機関。1880年（明治13年）に廃止された後、所掌事務は法制部に引き継がれた。

## 内閣制における法制局
1885年（明治18年）に設置されて以降、内閣に置かれる機関。1962年に「内閣法制局」に改称。

## 議院法制局
衆議院に置かれる衆議院法制局と、参議院に置かれる参議院法制局がある。